# Giovanni Domenico Ferrucci

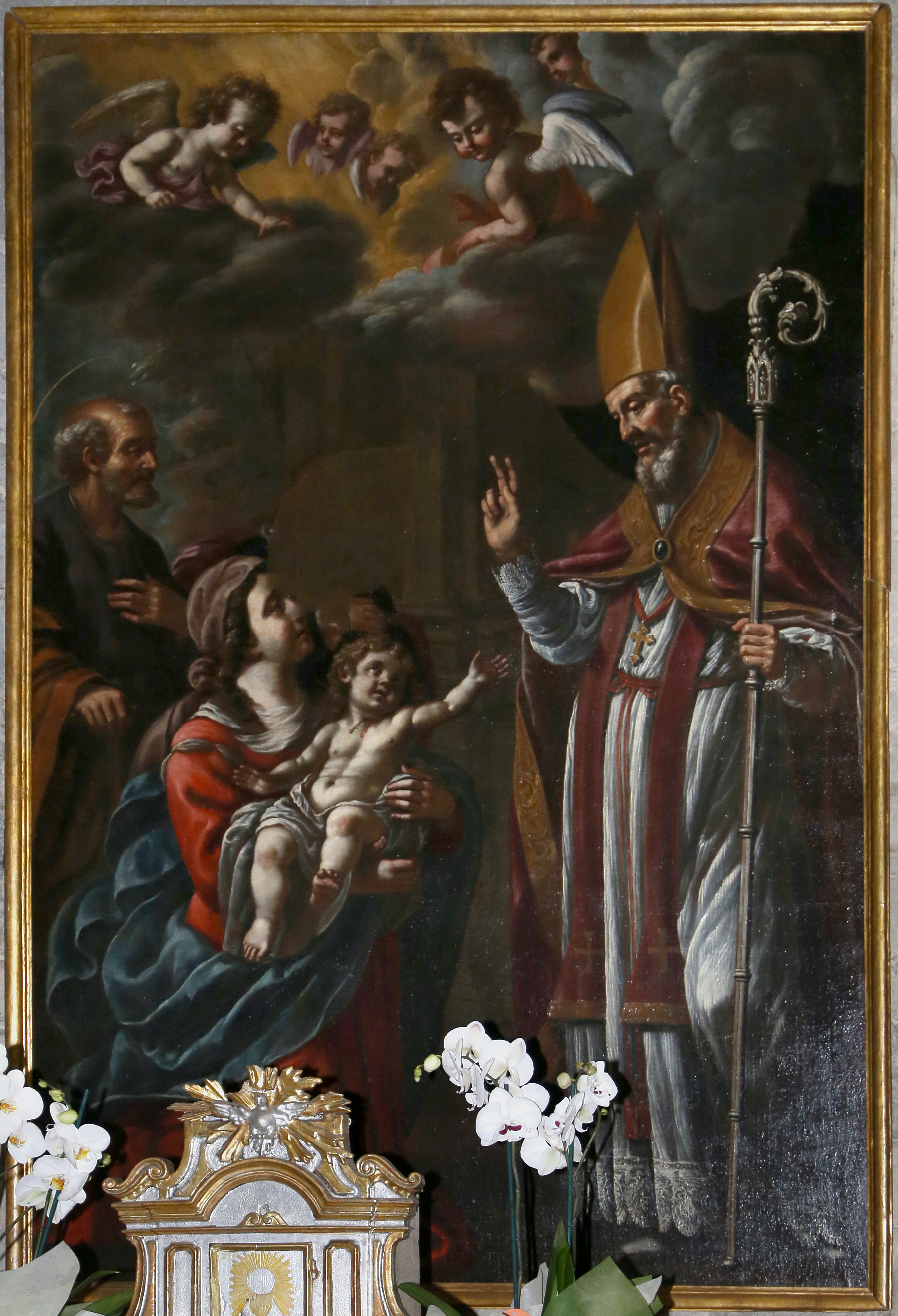
Miracolo di san Biagio, San Bartolomeo in Pantano (Pistoia)

Giovan Domenico Ferrucci (Fiesole, 3 aprile 1619 – Lucca, post 1669) è stato un pittore italiano.

## Biografia
Iniziato allo studio della pittura a Firenze sotto la guida di Cesare Dandini, personalità di primo piano nel panorama artistico cittadino del Seicento, lavorando attivamente nella sua bottega, soprattutto in alcune commissioni ecclesiastiche destinate a edifici di culto del contado. I due hanno realizzato insieme tra l'altro una Pentecoste nella chiesa di San Bartolomeo a Sovigliana (Vinci) e una pala con il Martirio di santo Stefano nella chiesa di Santo Stefano a Poggio alla Malva a Carmignano. 
Nel 1651 viene documentato a Lucca e in quell'anno nacque dal suo matrimonio con Maria Maddalena Fabbri il figlio primogenito, Bartolomeo. Sempre a Lucca aprì una bottega indipendente - da dove uscirà anche Antonio Franchi detto il Lucchese - e dipinse per le chiese di San Martino a Vignale, San Pietro a Corsena, nella Curia arcivescovile di Lucca, nel chiostro piccolo del convento di Giaccherino a Pistoia.